# Nakano Takeko
Nakano Takeko (中野 竹子?; Edo, aprile 1847 – Aizu, 10 ottobre 1868) è stata una onna-bugeisha, ovvero una donna guerriera giapponese, del dominio di Aizu.
Combatté e morì durante la guerra Boshin, colpita a morte da un soldato imperiale nella battaglia di Aizu del 1868.

## Biografia

### I primi anni
Nata a Edo, nell'odierna Tokyo, Nakano Takeko era figlia primogenita di Nakano Heinai (1810-1878), un samurai e funzionario di Aizu, e di Nakano Kōko (1825-1872), a sua volta figlia di Oinuma Kinai, un samurai al servizio di Toda del dominio di Ashikaga. Aveva un fratello minore, Nakano Toyoki, e una sorella minore, Nakano Yūko (1853-1931). La loro residenza era in Beidai Ninocho, ai quarti di Tamogami Hyogo, un lontano parente del padre. Era di bell'aspetto, ben educata e proveniva da una famiglia di samurai molto potente.
Dal 1853 al 1863, ricevette una rigida e completa formazione nelle arti marziali, nelle arti letterarie sui classici cinesi confuciani e nella calligrafia. Fu allieva di Akaoka Daisuke, che era anche il celebre istruttore di Matsudaira Teru, sorella minore adottiva di Matsudaira Katamori, daimyō di Aizu. Insegnò a studenti più giovani di lei, come la sorella, che a sua volta frequentava la scuola. Amava leggere le tante storie di donne guerriere, generali e imperatrici giapponesi, ma la leggenda di Tomoe Gozen la colpì profondamente. Fin dall'infanzia, recitava la Ogura Hyakunin isshu.
Ottenne una certificazione (menkyo) in Hasso-Shoken, un ramo della maggiore tradizione Itto-ryu, stile di combattimento giapponese con la spada. Con questo riconoscimento ufficiale della sua abilità, trovò un'occupazione presso la tenuta di Itakura, signore di Niwase, un dominio secondario nell'odierna prefettura di Okayama. Insegnò l'uso della naginata alla moglie del signore e la servì come segretaria. Lasciò questa posizione nel 1863, quando fu adottata dal maestro, che era stato trasferito a Osaka per un lavoro al servizio di Aizu, che aveva forze schierate a Kyoto per compiti di sicurezza.
Il padre adottivo cercò di farla sposare con il nipote (di zio), ma lei rifiutò, visto che la nazione era scossa da disordini sociali. L'allieva superò il maestro e, dopo aver lavorato con lui come istruttrice di arti marziali durante gli anni sessanta, arrivò nella regione di Aizu nel febbraio 1868. Durante quei mesi primaverili ed estivi, insegnò la naginata a donne e bambini nel castello di Aizuwakamatsu, oltre a catturare anche i guardoni del bagno femminile.

### La guerra civile

Una ricostruzione delle guerriere dello Joshigun al festival di Aizu, il 22 settembre 2006.

La sua figura marziale è legata all'epoca della guerra Boshin, le cui vicende belliche videro contrapporsi, in un conflitto civile, due avverse fazioni: i fedelissimi sostenitori dello shogunato Tokugawa e i fautori della restaurazione dell'imperatore Meiji, i cui esiti, favorevoli a quest'ultimo, avrebbero portato l'impero giapponese all'epoca di sviluppo di fine XIX secolo.
Durante il conflitto, si adoperò in difesa dello shōgun Tokugawa Yoshinobu ed ebbe parte nella battaglia di Aizu, nella quale si distinse combattendo all'arma bianca, brandendo una naginata. Nello scontro con le soverchianti forze imperiali, insieme alla madre e alla sorella, fu a capo di un corpo ad hoc di donne guerriere: Hirata Kochō e la sorella minore Hirata Yoshi; Yoda Kikuko e la madre o sorella maggiore Yoda Mariko; Yamamoto Yaeko; Okamura Sakiko e la sorella maggiore Okamura Makiko; la concubina Watashi; Jinbo Yukiko; le studentesse di naginata del dojo Monna Monna Rieko, Saigō Tomiko e Nagai Sadako; la sorella minore di Hara Gorō; Kawahara Asako; Koike Chiyoku.
Attraverso pioggia e nevischio, le donne andarono in battaglia in modo indipendente, dal momento che i funzionari di Aizu, e in particolare Kayano Gonbei, non permettevano loro di guerreggiare in modo ufficiale come parte dell'esercito del dominio. A questa unità fu dato in seguito il nome di "esercito femminile" (娘子隊?, Jōshitai). Fu Furuya Sakuzaemon, il comandante delle truppe di Aizu, a designarla come leader delle donne-samurai il giorno prima della sua morte.

### La morte
Durante la difesa, al ponte Yanagi nella zona di Nishibata, a Fukushima, la mattina presto scagliò una carica all'arma bianca contro le armi da fuoco delle ingenti truppe dell'esercito imperiale giapponese del dominio di Ōgaki, comandate da uno shaguma. Quando gli avversari si resero conto, con sorpresa, che si trattava di donne soldato, fu impartito subito l'ordine di trattenere il fuoco per non ucciderle. Questa esitazione permise alle guerriere di avvicinarsi ai nemici e affrontarli all'arma bianca: ne caddero uccisi parecchi prima che il fuoco riprendesse. Il nemico rimase impressionato dalla furia letale delle donne di Aizu. Lei stessa ne uccise cinque o sei a colpi di naginata prima di soccombere, colpita a morte al torace da un colpo di fucile che le sarebbe stato fatale.
Morente, piuttosto che lasciare che il nemico si impossessasse del suo cadavere per farne scempio mozzandole il capo come trofeo di guerra, chiese alla sorella di decapitarla lei stessa per impedirne la cattura e darle onorevole sepoltura. Yūko richiese l'assistenza di un soldato di Aizu, Ueno Yoshisaburō, per la decapitazione. Kochō, la sorella minore adottiva che aveva studiato naginata e calligrafia con Araoka, fu salvata da Yukiko e, con il titolo di vice-comandante, assunse il comando della truppa per difendere il castello di Wakamatsu dopo che fu uccisa, mentre la vice divenne Yaeko.
Dopo la battaglia, la sua testa fu traslata dalla sorella al vicino tempio Hōkai della sua famiglia, la moderna Aizubange nella prefettura di Fukushima, e seppellita con onore dal sacerdote sotto un albero di pino. La sua arma fu donata al tempio.

## Memoria storica

Il tempio di Nakano Takeko.

L'epigrafe del cenotafio.

Nel 1938, un cenotafio in suo onore fu costruito al tempio Hōkai, dietro il luogo di sepoltura della sua testa. Nella costruzione del monumento fu coinvolto l'ammiraglio Dewa Shigetō, della marina imperiale giapponese, nativo di Aizu.
La memoria collettiva e storica della sua figura, e delle gesta sue e delle sue guerriere, è tenuta viva e tramandata anche da manifestazioni e rievocazioni storiche, come quelle che si tengono a settembre, durante il Festival dell'autunno di Aizu. In quell'occasione, un gruppo di giovani ragazze in costume, abbigliate con hakama e con la testa cinta da fasce bianche, prende parte a un corteo storico in cui, ogni anno, si ripropone l'aspetto marziale di Nakano e della sua banda di donne guerriere dello "Joshigun" (女子軍?), l'esercito femminile, e se ne rievocano e commemorano le figure e le azioni di guerra.
La vera forza delle donne samurai di Aizu era riflessa nella loro semplicità, come scrisse nella sua poesia di morte con il nemico alle porte, per dare a quegli istanti un'impressione di bellezza e lasciare così un ultimo messaggio qualora fosse stata uccisa in battaglia. Aveva un numero di uccisioni di 172 samurai.

## Famiglia
Nel 1871, la sorella sposò Seiichirō Gamō (1844-1879), un ex samurai di Aizu prima chiamato Tetsushirō Yamaura, e insieme, nel 1877, dopo un esilio a Tonami, si stabilirono nelle lande desolate di Hakodate, iniziando un'industria di pesca, ma il marito morì poco dopo, l'8 novembre 1879. Rimasta vedova e con tre figli piccoli, si trasferì nel villaggio di Konakano, ad Hachinohe, dove gestì un negozio di dolciumi. Morì ad Hakodate il 14 aprile 1931, e la sua tomba si trova ad Hachinohe. La naginata che usò per decapitare sua sorella è ora posseduta dal museo Aizu Samurai House.
La madre morì invece di malattia nel 1872, e la sua tomba si trova nel cimitero di Myohoji, presso Baba-honchō di Aizuwakamatsu, vicino al marito, morto il 13 settembre 1878. Il fratello sopravvisse alla guerra di Aizu e diventò un educatore specializzato in libri di scuola elementare nella prefettura di Niigata, i cui volumi sono raccolti nella biblioteca della Dieta nazionale del Giappone. Dal 1900 al 1906, fu il preside principale della scuola superiore Takadakitashiro a Jōetsu. Infine, la sorella adottiva sposò Toda Emon, un ex samurai di Aizu che divenne ufficiale di polizia della prefettura di Yamagata. Morì nel distretto Asakusa di Tokyo il 6 ottobre 1885, e la sua tomba si trova a Chomeji, nel quartiere Daito.